# Championnat de Biélorussie de football 1999
Navigation
Saison précédente Saison suivante
La saison 1999 du Championnat de Biélorussie de football était la 9e édition de la première division biélorusse. Elle regroupe les seize meilleurs clubs biélorusses au sein d'une poule unique qui s'affrontent en matchs aller et retour. En fin de saison, les deux derniers du classement sont relégués en D2 et remplacé par les deux meilleurs clubs de First League.
Le club de BATE Borisov continue son extraordinaire ascension : champion de D3 il y a 3 ans, vice-champion de D2 l'année suivante, vice-champion de Premier League la saison dernière pour leur baptême au sein de l'élite et cette saison, il s'offre son premier titre de champion de Biélorussie en terminant en tête, avec 12 points d'avance sur le FK Slaviya Mozyr et 14 sur le FK Gomel. Le tenant du titre, le FK Dnepr-Transmash Moguilev, ne prend que la 4e place à 17 points du BATE.

## Les 16 clubs participants
| - FK Dynamo Minsk - Torpedo-Kadino Moguilev - FK Dynamo Brest - Naftan-Devon Novopolotsk - Neman-Belcard Grodno - Lokomotiv-96 Vitebsk - FK Dnepr-Transmash Moguilev - Svisloch-Krovlya Osipovichi - Promu de First League | - FK Lida - Promu de First League - Metallurg Molodekhno - Torpedo-MAZ Minsk - Shakhtyor Soligorsk - FK Belshina Babrouïsk - BATE Borisov - FK Slaviya Mozyr - FK Gomel |

## Compétition
Le barème de points servant à établir le classement se décompose ainsi :
- Victoire : 3 points
- Match nul : 1 point
- Défaite : 0 point

### Classement
| Rang | Équipe                        | Pts | J  | G  | N | P  | Bp | Bc | Diff |
| ---- | ----------------------------- | --- | -- | -- | - | -- | -- | -- | ---- |
| 1    | BATE Borisov                  | 77  | 30 | 24 | 5 | 1  | 80 | 22 | +58  |
| 2    | FK Slaviya Mozyr              | 65  | 30 | 20 | 5 | 5  | 74 | 25 | +49  |
| 3    | FK Gomel                      | 63  | 30 | 19 | 6 | 5  | 57 | 28 | +29  |
| 4    | FK Dnepr-Transmash Moguilev T | 60  | 30 | 17 | 9 | 4  | 53 | 27 | +26  |
| 5    | Shakhtyor Soligorsk           | 59  | 30 | 18 | 5 | 7  | 58 | 30 | +28  |
| 6    | FK Dynamo Minsk               | 51  | 30 | 14 | 9 | 7  | 51 | 30 | +21  |
| 7    | FK Dynamo Brest               | 46  | 30 | 14 | 4 | 12 | 59 | 52 | +7   |
| 8    | FK Belshina Babrouïsk C       | 45  | 30 | 13 | 6 | 11 | 52 | 42 | +10  |
| 9    | Neman-Belcard Grodno          | 37  | 30 | 10 | 7 | 13 | 36 | 43 | -7   |
| 10   | Torpedo-MAZ Minsk             | 35  | 30 | 10 | 5 | 15 | 31 | 47 | -16  |
| 11   | Lokomotiv-96 Vitebsk          | 34  | 30 | 9  | 7 | 14 | 40 | 45 | -5   |
| 12   | Naftan-Devon Novopolotsk      | 28  | 30 | 8  | 4 | 18 | 39 | 63 | -24  |
| 13   | FK Lida P                     | 25  | 30 | 7  | 4 | 19 | 27 | 64 | -37  |
| 14   | Torpedo-Kadino Moguilev       | 23  | 30 | 6  | 5 | 19 | 30 | 69 | -39  |
| 15   | Svisloch-Krovlya Osipovichi P | 16  | 30 | 4  | 4 | 22 | 24 | 74 | -50  |
| 16   | Metallurg Molodekhno          | 11  | 30 | 2  | 5 | 23 | 21 | 71 | -50  |

|  | Qualification pour la Ligue des champions 2000-2001 |
|  | Qualification pour la Coupe UEFA 1999-2000          |
|  | Qualification pour la Coupe UEFA 2000-2001          |
|  | Qualification pour la Coupe Intertoto 2000          |
|  | Relégation en deuxième division                     |

## Bilan de la saison
| Championnat de Biélorussie de football 1999 |                             |
| Champion                                    | BATE Borisov (1er titre)    |
| Coupes et trophées                          |                             |
| Vainqueur de la Coupe de Biélorussie 1999   | FK Belshina Babrouïsk       |
| Qualifications continentales                |                             |
| Ligue des champions 2000-2001               | BATE Borisov                |
| Coupe UEFA 1999-2000                        | FK Belshina Babrouïsk       |
| Coupe UEFA 2000-2001                        | FK Slaviya Mozyr            |
| Coupe UEFA 2000-2001                        | FK Gomel                    |
| Coupe Intertoto 2000                        | FK Dnepr-Transmash Moguilev |
| Promotions et relégations                   |                             |
| Promus en Premier League                    | FK Kommounalnik Slonim      |
| Promus en Premier League                    | Vedrytch-97 Retchytsa       |
| Relégués en First League                    | Svisloch-Krovlya Osipovichi |
| Relégués en First League                    | Metallurg Molodekhno        |